# Чернов, Геннадий Иванович
Геннадий Иванович Чернов (7 июля 1913, Санкт-Петербург — 8 декабря 2004, Таганрог) — советский организатор промышленного производства.

## Биография
Родился 7 июля 1913 года в Санкт-Петербурге.
Участник советско-финской войны.
В 1940—1950 годах — токарь на заводе в Боровичах, токарь, инженерный работник на заводах в Ленинграде.
Директор завода «Прибой» (1950—1961), директор завода «Красный котельщик» (1961—1975), директор Таганрогского комбайнового завода (1975—1979).

## Государственные награды и звания
- Кавалер ордена Красной Звезды (1940)
- Кавалер ордена «Знак Почёта» (1961)
- Кавалер ордена Трудового Красного Знамени (1963)
- Кавалер ордена Октябрьской Революции (1966)
- Кавалер ордена Ленина (1974)
- Почётный гражданин Таганрога

## Интересные факты
- Геннадий Иванович Чернов послужил прообразом для главного героя — директора котлостроительного завода — написанной в 1974 году пьесы А. Н. Мишарина и А. Л. Вейцлера «День-деньской» (постановка реж. Е. Р. Симонова, Государственный академический театр им. Е. Вахтангова). В 1976 году по этой пьесе на киностудии «Мосфильм» был снят художественный фильм «Моё дело» (реж. Леонид Марягин).